# Reserva
Reserva – miasto i gmina w Brazylii, w stanie Parana. Znajduje się w mezoregionie Centro Oriental Paranaense i mikroregionie Telêmaco Borba.